# Бориславський Вадим Петрович
Вади́м Петро́вич Борисла́вський — солдат Збройних сил України, відзначився у ході російського вторгнення в Україну..

## Нагороди
- Орден «За мужність» III ступеня (2 листопада 2016) — за особисту мужність і високий професіоналізм, виявлені у захисті державного суверенітету та територіальної цілісності України, вірність військовій присязі[1].
- Відзнака Президента України «За участь в антитерористичній операції».